# ブレイキングドーン
ブレイキングドーン（欧字名:Breaking Dawn、2016年4月23日 - ）は、日本の競走馬。主な勝ち鞍に2019年のラジオNIKKEI賞。

## 経歴

### デビュー前
本馬の母親であるアグネスサクラは2000年の東京優駿を制したアグネスフライトや2001年の皐月賞優勝馬、アグネスタキオンを輩出したアグネスフローラと同じ牝系で、2013年の優駿牝馬等G13勝馬・メイショウマンボ等を生産した高昭牧場にて誕生する。2016年のセレクトセール当歳に上場され1944万円（税込）でノースヒルズに落札される。
馬名の由来は英語で「夜明け、新時代」。

### 2歳（2018年）

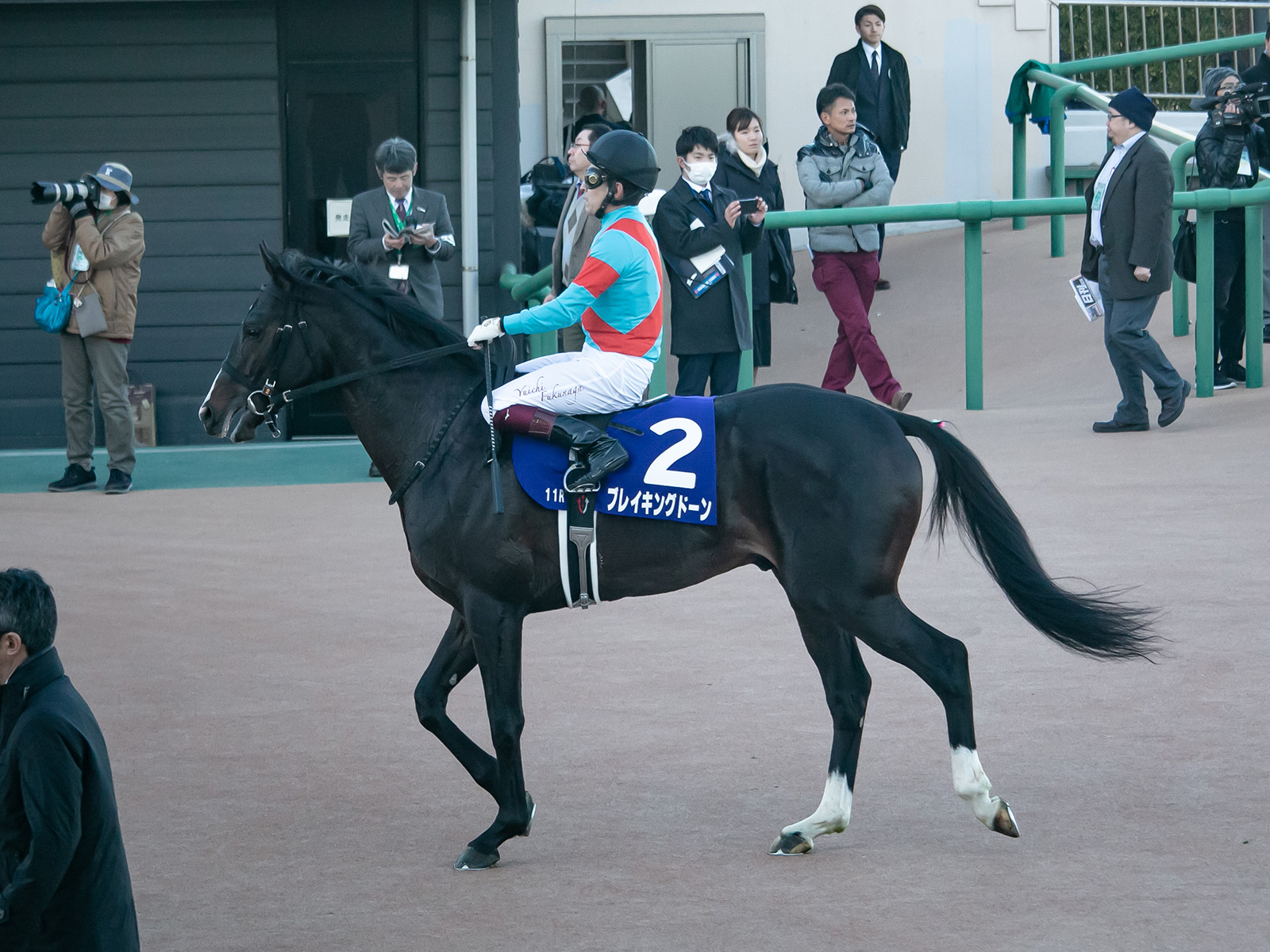
ホープフルステークスレース後

6月24日、阪神競馬場の新馬戦（芝1800ｍ）に福永祐一を背に出走。単勝オッズ50.6倍の8番人気であったが、後にホープフルステークスで2着になるアドマイヤジャスタに3馬身離して勝利。次に萩ステークスに出走したが、馬場入場後に放馬し競走除外になった。その後の京都2歳ステークスに4番人気の評価で出走。2着に入り賞金加算に成功。そして、GI初出走となったホープフルステークスで5着となった。

### 3歳（2019年）
春は弥生賞から始動。雨で重馬場の舞台であり、ニシノデイジーら上位人気勢が苦戦したが、3着を確保し、皐月賞の優先出走権を獲得した。そしてクラシック第1弾の皐月賞に出走し、13番人気で11着に沈む。次走は東京優駿（日本ダービー）出走のために京都新聞杯を選択するが6着となり、日本ダービー出走を断念。秋に向けて福島のラジオNIKKEI賞では田辺裕信に乗り替わり、単勝オッズ8.4倍の3番人気で出走。中団から鋭く抜け出して1着となった。

### 4歳（2020年）
長期休養ののち、11月1日のカシオペアステークスで復帰したが最下位18着。続くアンドロメダステークスでも15着に終わり、翌2021年1月4日付けで競走馬登録を抹消し現役を引退した。引退後は鳥取県西伯郡伯耆町の大山ヒルズで乗馬となる。

## 競走成績
以下の内容は、netkeiba.comの情報に基づく。
| 競走日     | 競馬場 | 競走名         | 格   | 距離（馬場）  | 頭 数 | 枠 番 | 馬 番 | オッズ （人気） | 着順 | タイム （上がり3F） | 着差 | 騎手      | 斤量 [kg] | 1着馬（2着馬）         | 馬体重 [kg] |
| ---------- | ------ | -------------- | ---- | ------------- | ----- | ----- | ----- | --------------- | ---- | ------------------- | ---- | --------- | --------- | ---------------------- | ----------- |
| 2018.06.24 | 阪神   | 2歳新馬        |      | 芝1800m（稍） | 10    | 6     | 6     | 050.60（8人）   | 01着 | R1:50.5（34.4）     | -0.5 | 0福永祐一 | 54        | （アドマイヤジャスタ） | 470         |
| 0000.10.27 | 京都   | 萩S            | OP   | 芝1800m（良） | 7     | 3     | 3     |                 | 除外 |                     |      | 0福永祐一 | 55        | サートゥルナーリア     | 488         |
| 0000.11.24 | 京都   | 京都2歳S       | GIII | 芝2000m（良） | 9     | 6     | 6     | 005.30（4人）   | 02着 | R2:01.6（34.0）     | -0.1 | 0福永祐一 | 55        | クラージュゲリエ       | 488         |
| 0000.12.28 | 中山   | ホープフルS    | GI   | 芝2000m（良） | 13    | 2     | 2     | 009.90（4人）   | 05着 | R2:02.2（35.9）     | -0.6 | 0福永祐一 | 55        | サートゥルナーリア     | 494         |
| 2019.03.03 | 中山   | 弥生賞         | GII  | 芝2000m（重） | 10    | 7     | 8     | 007.30（4人）   | 03着 | R2:03.7（36.7）     | -0.4 | 0福永祐一 | 56        | メイショウテンゲン     | 498         |
| 0000.04.14 | 中山   | 皐月賞         | GI   | 芝2000m（良） | 18    | 7     | 13    | 099.0（13人）   | 11着 | R1:59.3（34.9）     | -1.2 | 0福永祐一 | 57        | サートゥルナーリア     | 498         |
| 0000.05.04 | 京都   | 京都新聞杯     | GII  | 芝2200m（良） | 14    | 3     | 4     | 006.40（4人）   | 06着 | R2:12.5（35.0）     | -0.6 | 0福永祐一 | 56        | レッドジェニアル       | 494         |
| 0000.06.30 | 福島   | ラジオNIKKEI賞 | GIII | 芝1800m（良） | 16    | 7     | 14    | 008.40（3人）   | 01着 | R1:49.8（35.9）     | -0.1 | 0田辺裕信 | 55        | （マイネルサーパス）   | 488         |
| 2020.11.01 | 京都   | カシオペアS    | L    | 芝1800m（良） | 18    | 2     | 4     | 040.1（12人）   | 18着 | R1:48.2（36.3）     | -2.1 | 0川須栄彦 | 57        | ランブリングアレー     | 506         |
| 0000.11.21 | 阪神   | アンドロメダS  | L    | 芝2000m（良） | 15    | 5     | 9     | 125.8（14人）   | 15着 | R2:00.6（35.5）     | -1.8 | 0鮫島克駿 | 56        | アドマイヤビルゴ       | 506         |

## 血統表
| ブレイキングドーンの血統          | ブレイキングドーンの血統                                      | ブレイキングドーンの血統                   | （血統表の出典）                           | （血統表の出典） |
| 父系                              | サンデーサイレンス系                                          | サンデーサイレンス系                       | サンデーサイレンス系                       | [ § 2 ]          |
| 父 ヴィクトワールピサ 2007 黒鹿毛 | 父の父ネオユニヴァース 2000 鹿毛                              | *サンデーサイレンス                        | Halo                                       | Halo             |
| 父 ヴィクトワールピサ 2007 黒鹿毛 | 父の父ネオユニヴァース 2000 鹿毛                              | *サンデーサイレンス                        | Wishing Well                               |                  |
| 父 ヴィクトワールピサ 2007 黒鹿毛 | 父の父ネオユニヴァース 2000 鹿毛                              | *ポインテッドパス                          | Kris                                       | Kris             |
| 父 ヴィクトワールピサ 2007 黒鹿毛 | 父の父ネオユニヴァース 2000 鹿毛                              | *ポインテッドパス                          | Silken Way                                 |                  |
| 父 ヴィクトワールピサ 2007 黒鹿毛 | 父の母*ホワイトウォーターアフェア Whitewater Affair 1993 栗毛 | Machiavellian                              | Mr. Prospector                             | Mr. Prospector   |
| 父 ヴィクトワールピサ 2007 黒鹿毛 | 父の母*ホワイトウォーターアフェア Whitewater Affair 1993 栗毛 | Machiavellian                              | Coup de Foile                              |                  |
| 父 ヴィクトワールピサ 2007 黒鹿毛 | 父の母*ホワイトウォーターアフェア Whitewater Affair 1993 栗毛 | Much Too Risky                             | Bustino                                    | Bustino          |
| 父 ヴィクトワールピサ 2007 黒鹿毛 | 父の母*ホワイトウォーターアフェア Whitewater Affair 1993 栗毛 | Much Too Risky                             | Short Rations                              |                  |
| 母 アグネスサクラ 2006 鹿毛       | 母の父*ホワイトマズル White Muzzle 1990 鹿毛                  | *ダンシングブレーヴ                        | Lyphard                                    | Lyphard          |
| 母 アグネスサクラ 2006 鹿毛       | 母の父*ホワイトマズル White Muzzle 1990 鹿毛                  | *ダンシングブレーヴ                        | Navajo Princess                            |                  |
| 母 アグネスサクラ 2006 鹿毛       | 母の父*ホワイトマズル White Muzzle 1990 鹿毛                  | Fair of the Furze                          | Ela-Mana-Mou                               | Ela-Mana-Mou     |
| 母 アグネスサクラ 2006 鹿毛       | 母の父*ホワイトマズル White Muzzle 1990 鹿毛                  | Fair of the Furze                          | Autocratic                                 |                  |
| 母 アグネスサクラ 2006 鹿毛       | 母の母アグネスパサー 2001 鹿毛                                | *エルコンドルパサー                        | Kingmambo                                  | Kingmambo        |
| 母 アグネスサクラ 2006 鹿毛       | 母の母アグネスパサー 2001 鹿毛                                | *エルコンドルパサー                        | *サドラーズギャル                          |                  |
| 母 アグネスサクラ 2006 鹿毛       | 母の母アグネスパサー 2001 鹿毛                                | アグネスセレーネー                         | *トニービン                                | *トニービン      |
| 母 アグネスサクラ 2006 鹿毛       | 母の母アグネスパサー 2001 鹿毛                                | アグネスセレーネー                         | アグネスフローラ                           |                  |
| 母系(F-No.)                       | ヘザーランズ系（イコマエイカン系）(FN:1-l)                    | ヘザーランズ系（イコマエイカン系）(FN:1-l) | ヘザーランズ系（イコマエイカン系）(FN:1-l) | [ § 3 ]          |
| 5代内の近親交配                   | Mr.Prospector 4×5、Halo 4×5（父内）                           | Mr.Prospector 4×5、Halo 4×5（父内）        | Mr.Prospector 4×5、Halo 4×5（父内）        | [ § 4 ]          |
| 出典                              | 1. 2. 3. 4.                                                   | 1. 2. 3. 4.                                | 1. 2. 3. 4.                                | 1. 2. 3. 4.      |

- 4代母アグネスフローラは1990年の桜花賞馬で、その母アグネスレディーは1979年の優駿牝馬勝ち馬。本馬の3代母アグネスセレーネーの半弟に2000年の東京優駿勝ち馬アグネスフライトと2001年の皐月賞馬アグネスタキオンがいる。